# Gussainville
Gussainville település Franciaországban, Meuse megyében. Lakosainak száma 34 fő (2022. január 1.). Gussainville Warcq, Boinville-en-Woëvre, Braquis, Buzy-Darmont, Hennemont és Herméville-en-Woëvre községekkel határos.

## Népesség
A település népességének változása:
| Lakosok száma | 56   | 30   | 14   | 40   | 38   | 34   | 35   | 32   | 31   | 34   |
|               | 1968 | 1982 | 1990 | 2006 | 2013 | 2015 | 2017 | 2019 | 2020 | 2022 |